# Salve-rainha

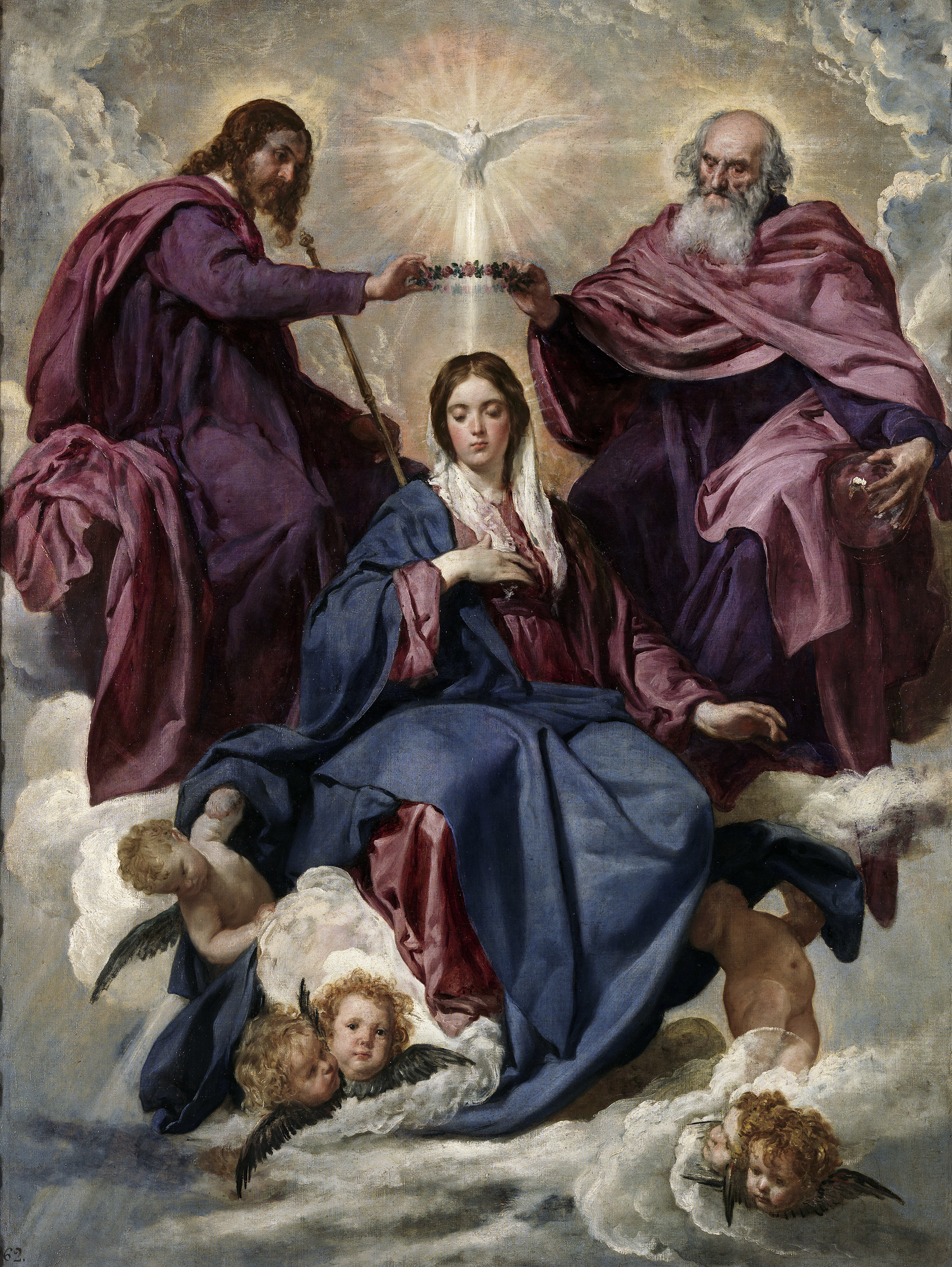
Coroação da Virgem, de Diego Velázquez

A salve-rainha (em latim: Salve Regina) é um hino mariano e uma das quatro antífonas marianas cantada em diferentes períodos do calendário litúrgico da Igreja Católica. É tradicionalmente cantada nas completas do Domingo da Trindade até a véspera do primeiro domingo do Advento. A salve-rainha também é a oração final do Santo Rosário.

## A oração
| Texto em latim: Salve, Regina, mater misericordiae Vita, dulcedo, et spes nostra, salve. Ad te clamamus, exsules, filii evae. Ad te suspiramus, gementes et flentes in hac lacrimarum valle. Eia ergo, Advocata nostra, illos tuos misericordes oculos ad nos converte. Et Iesum, benedictum fructum ventris tui, nobis post hoc exsilium ostende. O clemens, O pia, O dulcis Virgo Maria. Ora pro nobis sancta Dei Genetrix. Ut digni efficiamur promissionibus Christi. Amen. |  | Texto em português: Salve Rainha, Mãe de Misericórdia, Vida, doçura e esperança nossa, salve! A Vós bradamos, os degredados filhos de Eva. A Vós suspiramos, gemendo e chorando neste vale de lágrimas. Eia, pois, advogada nossa, Esses Vossos olhos misericordiosos A nós volvei, E, depois desse desterro, Mostrai-nos Jesus, bendito fruto do Vosso Ventre. Ó Clemente, Ó Piedosa, Ó Doce Sempre Virgem Maria. Rogai por nós Santa Mãe de Deus, Para que sejamos dignos das promessas de Cristo. Amém. |

## Origem

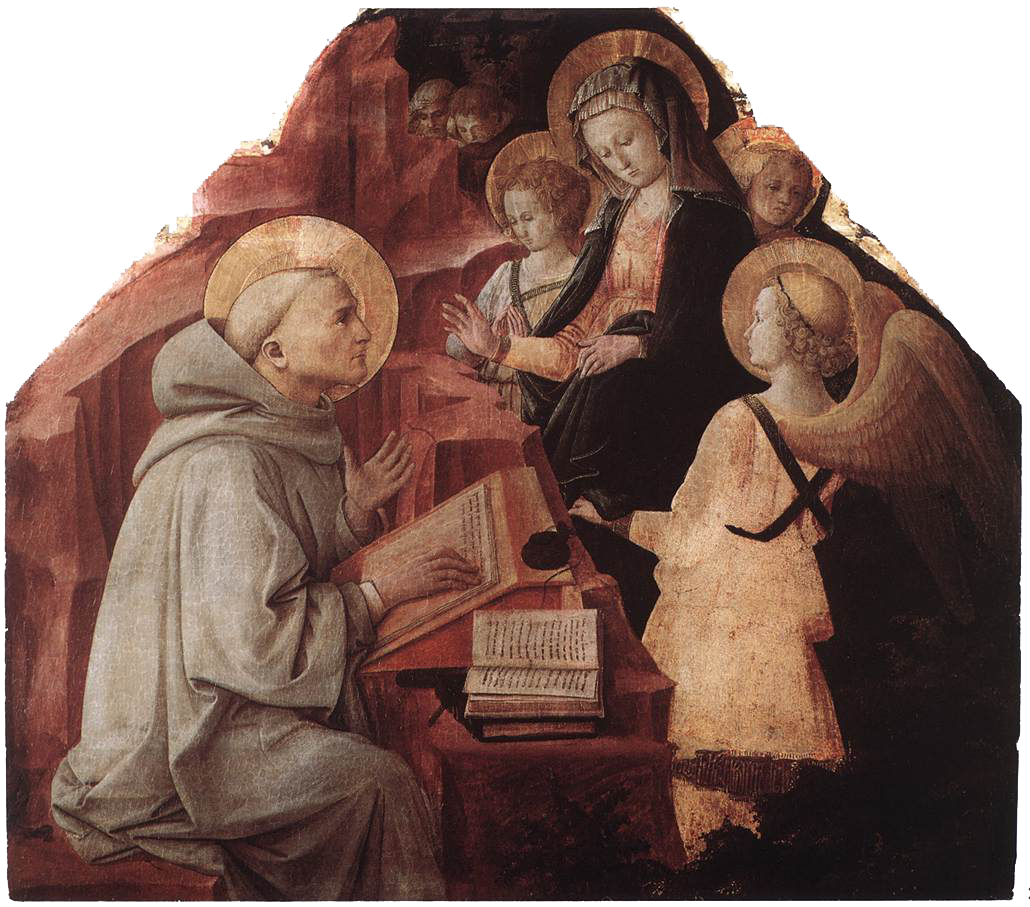
São Bernardo de Claraval, um dos compositores do Salve Regina

A autoria da oração é atribuída ao monge Hermano Contracto, que a teria escrito por volta de 1050, no mosteiro de Reichenau, no Sacro Império Romano-Germânico. Naquela época, a Europa central passava por calamidades naturais, epidemias, miséria, fome e a ameaça contínua dos povos nómadas do Leste, que invadiam os povoados, saqueando-os e matando.
Frei Contracto nascera raquítico e disforme e, na idade adulta, andava e escrevia com dificuldade. Foi nesta situação que criou esta prece, mesclando sofrimento e esperança.
Segundo a crença, quando nasceu e constataram o raquitismo e má-formação do bebê, sua mãe, Miltreed, consagrou-o no leito a Maria, sendo ele educado na devoção a ela. E, anos mais tarde, foi levado de liteira, por ser deficiente físico, até Reichenau, onde, com o tempo, chegou a ser mestre dos noviços.
Quando veio a ser conhecida pelos fiéis, a "Salve Rainha" (em latim: "Salve Regina") teve um sucesso enorme, e logo era rezada e cantada em muitos locais. Um século mais tarde, ela foi cantada também na Catedral de Espira, por ocasião de um encontro de personalidades importantes, entre elas, a do imperador Conrado III e São Bernardo, conhecido como o "cantor da Virgem Maria", ele que foi um dos primeiros a chamá-la de "Nossa Senhora". Dizem que foi nesse dia e lugar que, ao concluir o canto da "Salve Rainha", cujas últimas palavras eram "mostrai-nos Jesus, o bendito fruto do vosso ventre", no silêncio que se seguiu, São Bernardo que gritou sozinho no meio da catedral: "Ó clemente, ó piedosa, ó doce e sempre Virgem Maria"… E, a partir dessa data, estas palavras foram incorporadas à "Salve Rainha" original.

## Maria, Rainha do Céu
A Igreja Católica advoga a doutrina de que Maria, "tendo completado o curso de sua vida terrestre, foi assumida, de corpo e alma, na glória celeste". Esta crença foi definida dogmaticamente pelo papa Pio XII em 1.° de novembro de 1950 na constituição apostólica Munificentissimus Deus, e é conhecida como Assunção.
Já a tradição segundo a qual Maria foi coroada Rainha do Céu não é um dogma; por outro lado, segundo a encíclica Ad Caeli Reginam, do papa Pio XII, Maria recebe o título de Rainha do Céu porque seu filho Jesus é o Rei de Israel e o Rei de todo o Universo. Esta crença é professada desde os primeiros séculos da era cristã.

## "Salve Rainha" na Música
Como um componente essencial das Completas, o hino foi musicado por vários compositores, incluindo Victoria, Palestrina, Josquin, Lassus, Charpentier, Louis-Nicolas Clérambault, Alessandro Scarlatti, Vivaldi, Jan Dismas Zelenka, Handel, Liszt, Schubert, Francis Poulenc, e Arvo Pärt.

## Exposição
Por ocasião da realização do congresso internacional "Fátima para o Século XXI", o Museu de Arte Sacra e Etnologia de Fátima (Portugal) levou a cabo a exposição iconográfica "Salve Rainha, Mãe de Misericórdia!", entre os dias 8 de outubro de 2007 e 6 de janeiro de 2008.